# اتقداو المغرب
اتقداو المغرب، (سابقاً: مترو المغرب) هي متاجر كبرى في المغرب، متخصصة في بيع المواد الغذائية بالجملة. وهي تابعة إدارياً لشركة لابلفي.

## تاريخ
منذ عام 1991، تاريخ افتتاح أول فرع لمترو المغرب في الدار البيضاء، عززت الشركة وجودها في السوق المغربي من خلال فتح فروع جديدة في كل من فاس، أكادير، طنجة، وجدة؛ تارودانت. في عام 2010، تم شراء مترو المغرب من طرف شركة لابلفي، وتم تغيير إسمها إلى اتقداو المغرب، ومنذ ذالك الوقت واتقداو المغرب في توسع مستمر من خلال تدشين متاجر جديدة في مدن مختلفة بالمغرب، مما عزز من وزن هذه العلامة التجارية في مجال توزيع وبيع المواد الغذائية.

## المتاجر
تتوفر اتقداو المغرب على متاجر في كل من:
- الدار البيضاء (إفتتح سنة 1991)
- سلا (إفتتح سنة 1992)
- فاس (إفتتح سنة 1993)
- سيدي قاسم
- أكادير (إفتتح سنة 2000)
- مراكش (إفتتح سنة 2003)
- طنجة (إفتتح سنة 2007)
- وجدة (إفتتح سنة 2008)
- الفقيه بن صالح
- تازة (إفتتح سنة 2014)
- مكناس (إفتتح سنة 2016)[3]
- تيكوين (إفتتح سنة 2020)[4]
- القنيطرة (إفتتح سنة 2021)
- تارودانت (إفتتاح سنة 2023)